# 동화작용
동화작용(영어: anabolism)은 더 작은 단위의 분자를 더 큰 단위의 분자로 합성하는 일련의 대사 경로이다. 합성대사(合成代謝)라고도 한다. 이러한 반응에는 에너지를 필요로 하며, 이는 에너지 흡수반응이다. 동화작용은 물질대사의 합성 과정이며, 이화작용은 물질대사의 분해 과정이다. 동화작용은 일반적으로 생합성과 동의어로 간주된다.

## 경로
핵산, 단백질, 다당류와 같은 거대 분자를 만드는 데 사용되는 동화경로는 축합 반응을 사용하여 단량체들을 서로 연결한다. 거대 분자는 효소와 보조 인자를 사용하여 더 작은 분자들로부터 생성된다.

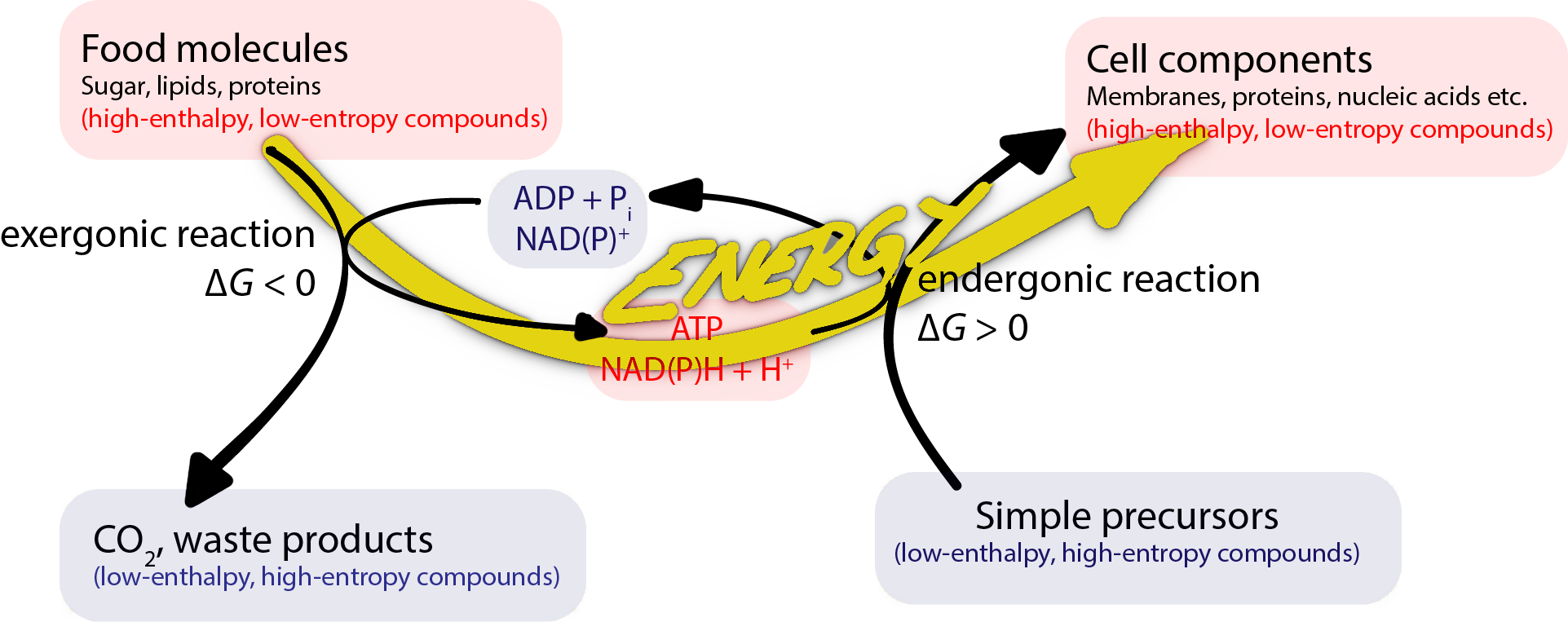
ATP를 사용하여 동화작용의 에너지 흡수과정을 유도한다.

### 에너지원
동화작용에 필요한 에너지는 큰 분자가 더 작은 분자로 분해되는 과정에서 에너지를 방출하는 이화작용(예: 세포 호흡)에 의해 공급된다. 많은 동화작용들은 아데노신 삼인산(ATP)의 가수분해에 의해 에너지를 공급받는다. 동화작용은 일반적으로 환원 과정이며 엔트로피가 감소하는 과정이기 때문에 에너지의 투입이 없으면 열역학적으로 불리한 과정이다. 전구체라고 불리는 출발 물질들은 ATP를 가수분해하거나 보조 인자인 NADH, NADPH, FADH2를 산화시키거나 다른 유리한 부반응을 수행하여 얻을 수 있는 화학 에너지를 사용하여 서로 결합한다. 때로는 소수성 상호작용이 분자들을 응집시키는 세포의 인지질 이중층 형성과 같은 경우에서처럼 에너지의 투입 없이 엔트로피에 의해 일어날 수도 있다.

### 보조 인자
환원제인 NADH, NADPH, FADH2와 금속 이온은 동화 경로의 다양한 단계에서 보조 인자로 작용한다. NADH, NADPH, FADH2는 전자 운반체로 작용하며, 효소 내의 하전된 금속 이온은 기질의 하전된 작용기를 안정화시킨다.

### 기질
동화 경로에 사용되는 기질은 대부분 세포에서 높은 에너지 충전 기간 동안 이화 경로로부터 얻어지는 대사 중간생성물이다.

## 기능
동화작용은 조직과 기관의 형성에 관여한다. 이러한 과정은 세포의 생장과 분화를 일으키고 복잡한 분자의 합성을 포함하는 과정으로 신체의 크기를 증가시킨다. 동화 과정의 예로는 뼈의 생장과 무기질화, 근육량의 증가가 있다.

### 동화 호르몬
내분비학자들은 전통적으로 호르몬이 자극하는 물질대사의 부분에 따라 호르몬을 동화 호르몬 또는 이화 호르몬으로 분류했다. 고전적인 동화 호르몬은 단백질 합성 및 근육 생장을 자극하는 동화 스테로이드와 인슐린이다.

### 광합성 탄수화물 합성
식물과 특정 세균에서 광합성 탄수화물 합성은 이산화 탄소(CO2)로부터 포도당, 셀룰로스, 녹말, 지질 및 단백질을 생성하는 동화 과정이다. 광합성의 광의존적 반응에서 생성된 에너지를 사용하고 광합성의 탄소 고정 반응(캘빈 회로)에서 탄소 동화를 통해 이러한 큰 분자의 전구체를 생성한다.

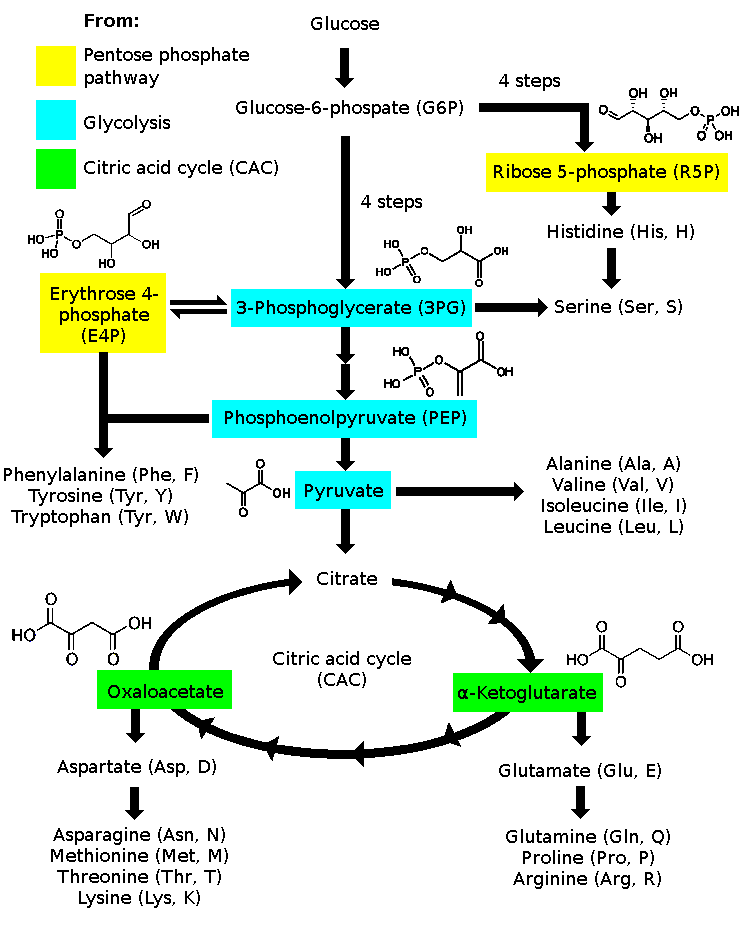
해당과정과 시트르산 회로의 대사 중간생성물로부터 아미노산의 생합성

### 아미노산 생합성
모든 아미노산은 해당과정, 시트르산 회로 또는 오탄당 인산 경로의 이화 과정에서 대사 중간생성물로부터 생성된다. 해당과정의 대사 중간생성물인 포도당 6-인산은 히스티딘의 전구체이다. 3-포스포글리세르산은 글리신과 시스테인의 전구체이다. 3-포스포글리세르산의 유도체인 에리트로스 4-인산과 결합된 포스포엔올피루브산은 트립토판, 페닐알라닌, 티로신을 형성한다. 그리고 피루브산은 알라닌, 발린, 류신, 아이소류신의 전구체이다. 시트르산 회로의 대사 중간생성물인 α-케토글루타르산은 글루탐산으로 전환되고, 이어서 글루타민, 프롤린, 아르기닌으로 전환된다. 그리고 옥살로아세트산은 아스파르트산으로 전환되고, 이어서 아스파라긴, 메티오닌, 트레오닌, 리신으로 전환된다.

### 글리코젠 저장
고혈당 상태가 지속되는 동안 해당과정의 포도당 6-인산은 글리코젠 저장 경로로 전환된다. 포도당 6-인산은 포스포글루코뮤테이스에 의해 포도당 1-인산으로 전환되고, 포도당 1-인산은 UTP-포도당 1-인산 유리딜릴기전이효소에 의해 UDP-포도당으로 전환된다. 글리코젠 생성효소는 UDP-포도당을 글리코젠 사슬에 첨가한다.

### 포도당신생합성
글루카곤은 전통적으로 이화 호르몬이지만, 또한 간에서 포도당신생합성의 동화 과정을 자극하고, 기아 상태에서 저혈당을 방지하기 위해 콩팥 겉질과 내장을 덜 자극한다. 포도당신생합성은 피루브산을 포도당으로 변환하는 과정이다. 피루브산은 포도당, 젖산, 아미노산, 또는 글리세롤의 분해로부터 얻을 수 있다. 포도당신생합성은 해당과정과 가역 반응을 촉매하는 많은 효소들을 공유하지만, 해당과정의 단순한 역반응은 아니다. 포도당신생합성은 전체 경로가 한 방향으로만 진행되도록 하기 위해 해당과정의 효소는 다른 비가역적 효소를 사용한다.

## 조절
동화작용은 촉매 작용과 별개의 효소로 조절되며, 이 효소는 경로의 특정 지점에서 비가역적인 단계를 거친다. 이것은 세포가 생산 속도를 조절하고 이화작용으로 형성되는 낭비 회로로 알려진 무한 루프를 방지할 수 있도록 한다.
동화작용과 이화작용 사이의 균형은 ADP와 ATP(세포의 에너지 충전이라고도 함)에 민감하다. 과잉의 ATP는 세포가 동화작용을 촉진하고 이화작용을 늦추게 하는 반면, 과잉의 ADP는 세포가 동화작용을 늦추고 이화작용을 촉진하게 한다. 이러한 경로는 또한 하루 종일 동물의 정상적인 활동 기간에 맞춰 변동하는 해당과정과 같은 과정을 일주기 리듬에 맞추어 조절한다.

## 어원
동화작용(anabolism)이라는 용어는 "위쪽으로(upward)"라는 의미의 그리스어 "ἁνά"와 "던지다(to throw)"라는 의미의 그리스어 "βάλλειν"로부터 유래하였다.

## 같이 보기
- 물질대사
- 이화작용